# À travers Gendringen
À travers Gendringen (en néerlandais : Dwars door Gendringen) est une course cycliste disputée à Gendringen, dans la commune de  Oude IJsselstreek, en Gueldre. Créée en 1937 sous le nom de Tour de Gendringen (Ronde van Gendringen), elle comprenait une course amateure et une course professionnelle jusqu'en 1939. Elle a ensuite été interrompue par la guerre et est réapparue en 1951, réservée aux amateurs. Elle a pris le nom de Dwars door Gendringen en 1996 et s'est ouverte aux professionnels l'année suivante. Elle n'a plus été disputée depuis 2004.

## Palmarès
| - 1937 : Janus Hellemons (pro) - 1937 : Gerrit Schulte (amateur) - 1938 : Aad van Amsterdam (pro) - 1938 : Cees Hooyman (amateur) - 1939 : Aad van Amsterdam (pro) - 1939 : Gerrit Hoeke (amateur) - 1951 : Wim Snijders - 1952 : Henk van de Broek - 1953 : George de Korte - 1954 : Wim Kouwenberg - 1955 : Joop van der Putten (nl) - 1956 : Willy Gramser - 1957 : Cor van Engeland - 1958 : Jo de Haan - 1959 : Cees Lute - 1960 : Cees Lute - 1961 : Cees Lute - 1962 : Piet Rentmeester - 1963 : Eddy Pels - 1964 : Cor Schuuring - 1965 : Harry Steevens - 1966 : Henk Nieuwkamp - 1967 : Harrie Jansen - 1968 : Wim Holstede - 1969 : Henk Nieuwkamp - 1970 : Jan Bloed - 1971 : Arie Hassink - 1972 : Fedor den Hertog - 1973 : Herman Ponsteen - 1974 : Albert Scheffer | - 1975 : Jan Huisjes - 1976 : Bram van der Stelt - 1977 : Gerrit Moehlmann - 1978 : Ben Verhagen - 1979 : Frits Schur - 1980 : Gerrit Moehlmann - 1981 : Arie Hassink - 1982 : Herman Snoeyink - 1983 : Piet Kleine - 1984 : Geert Verwaaijen - 1985 : Erik Cent - 1986 : Erik Cent - 1987 : Frank Rijkhoff - 1988 : Roel Palmers - 1989 : Herman Reesink - 1990 : John de Haas - 1991 : Jeroen Hermes - 1992 : Erwin Kistemaker - 1993 : Rob Froeling - 1994 : Rob Froeling - 1995 : Marcel Vrogten - 1996 : Daniel Sjöberg - 1997 : Godert de Leeuw - 1998 : Servais Knaven - 1999 : Jeroen Blijlevens - 2000 : Kees Hopmans (nl) - 2001 : Mindaugas Goncaras - 2002 : Ivan Quaranta - 2003 : Alessandro Petacchi - 2004 : Stefan van Dijk |